# Krakowska Piwnica
Krakowska Piwnica – jaskinia w Dolinie Kościeliskiej w Tatrach Zachodnich. Wejście do niej znajduje się na zachodnim zboczu Wąwozu Kraków, nad ostatnimi, trudnymi progami, na wysokości 1275 metrów n.p.m. Długość jaskini wynosi 22 metry, a jej deniwelacja 8,50 metra.

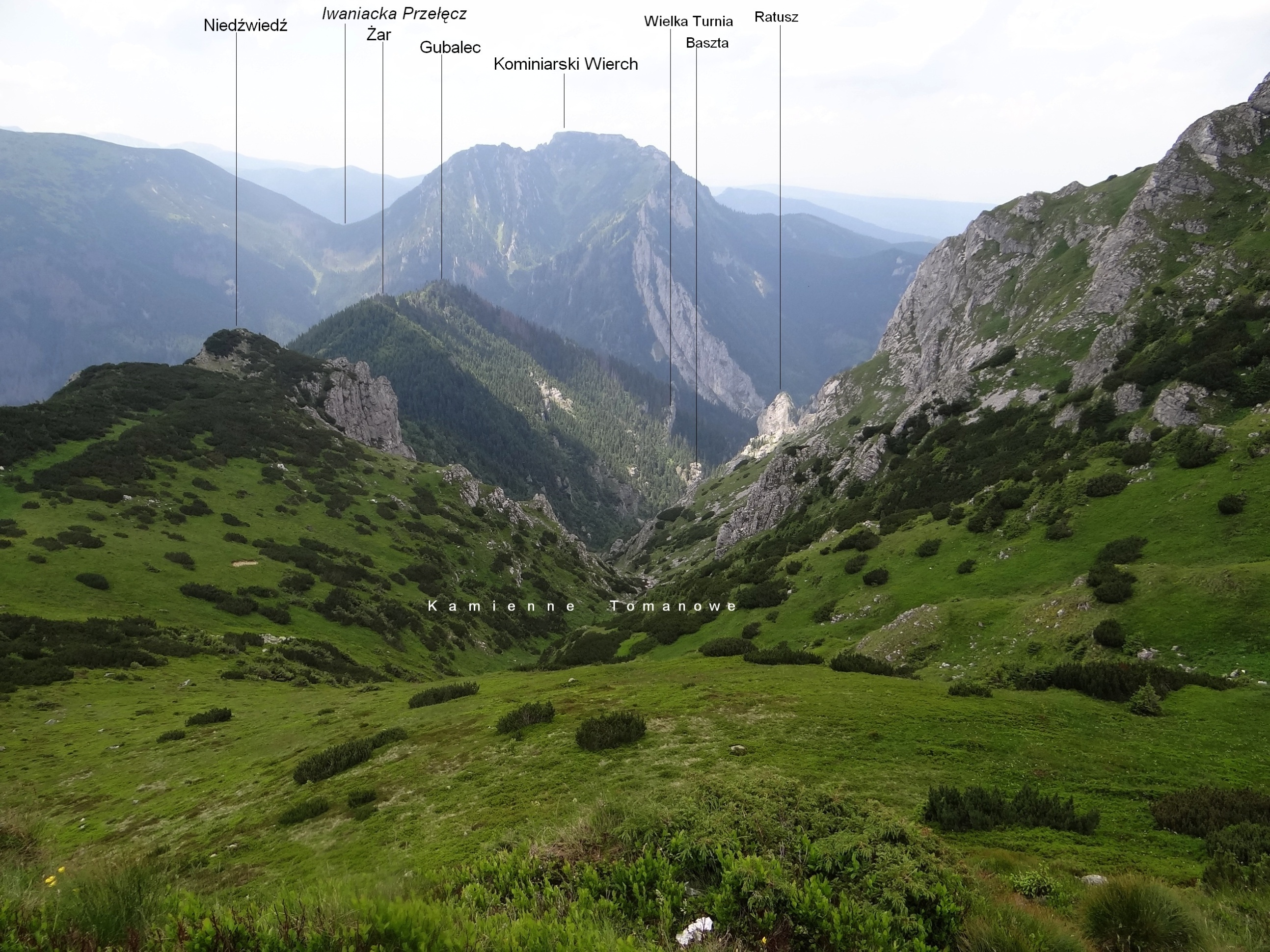
Widok na górną część Wąwozu Kraków

## Opis jaskini
Jaskinię stanowi szczelina do której można się dostać od otworu schodząc 1,5-metrowym prożkiem. W lewo idzie stromo w dół przez niewielki prożek i po kilku metrach dochodzi do zawaliska, natomiast w prawo jest pozioma i po paru metrach kończy się również zawaliskiem. W jej połowie znajduje się 2,5-metrowy kominek.

## Przyroda
Ściany jaskini są mokre. Rośnie w niej i dużo mchów, glonów i porostów.

## Historia odkryć
Jaskinia była znana od dawna znana. Jej opis i plan sporządził Kazimierz Kowalski w 1953 roku.